# Badisches Landesmuseum
Le Badisches Landesmuseum (« musée régional badois ») est le principal musée historique et artistique du Bade-Wurtemberg. Fondé en 1919, il est situé à Karlsruhe, à l'intérieur du château, qui l'abrite depuis 1921.

## Historique
L'abdication de Frédéric II, grand-duc de Bade, en 1918, laisse vacant le château de Karlsruhe, que le Land de Bade récupère afin d'y installer le musée d'histoire culturelle qu'il projette de créer. Le 21 novembre 1919, le musée est fondé. La cérémonie officielle d'ouverture a lieu le 24 juillet 1921.
Le 1er décembre 1939, les premières hostilités dans le cadre de la drôle de guerre et la proximité de la frontière française font craindre des destructions affectant les collections, qui sont en conséquence mises à l'abri dans la mine de sel de Heilbronn ou dans la prison de Pfullendorf. Le bombardement britannique du 27 septembre 1944 touche effectivement le château et l'anéantit, le monument brûlant durant deux jours. Il est lentement reconstruit de 1952 à 1966 ; la façade baroque est rebâtie à l'identique, mais l'intérieur est conçu suivant des principes muséographiques modernes.

## Collections
Le musée comprend des collections de l'Antiquité, du Moyen Âge, de la Renaissance, une exposition permanente sur l'archéologie, une sur le Bade en Europe et une autre consacrée à la culture du monde.

### Antiquité
La période couverte par les collections du musée vont de 3 000 ans avant Jésus-Christ à l'an 600 de notre ère. La collection initiale est héritée des grands-ducs de Bade, qui avaient rassemblé un grand nombre d'objets antiques. Y sont présentes notamment des œuvres provenant de Mésopotamie, d'Égypte, de Grèce, des empires romain et byzantin.

### Moyen Âge
La période exposée couvre l'intégralité du Moyen Âge, du VIe au XVe siècle ; en particulier, y est présenté plus en détail le Moyen Âge dans l'espace du Rhin supérieur. La pièce la plus célèbre est le « Schwarzacher Köpfchen », qui est le plus ancien vitrail figuratif connu en Occident.

### Renaissance
Les objets qui présentent la Renaissance sont eux aussi principalement d'extraction locale et couvrent les XVIe et XVIIe siècles ; en particulier, des vitraux de Hans Baldung Grien, une Vierge de Tilman Riemenschneider et de pièces d'orfèvrerie d'Augsbourg y sont exposées.

### Sites externes
- Site officiel
- Notices d'autorité :   - VIAF
  - ISNI
  - BnF (données)
  - IdRef
  - LCCN
  - GND
  - CiNii
  - Israël
  - NUKAT
  - Vatican
  - Australie
  - Norvège
  - Croatie
  - Tchéquie
  - Portugal
  - WorldCat